# Taifa de Morón

Los reinos de taifas en 1037.

La taifa de Morón fue un reino independiente musulmán que surgió en 1014 en al-Ándalus, a raíz de la desintegración que el Califato de Córdoba venía sufriendo desde 1008, y que desapareció en 1066 cuando se integró en la Taifa de Sevilla, perteneciendo cronológicamente a los primeros reinos de taifas.
La familia bereber de los Banu Dammar, perteneciente a la dinastía zenata, encabezada por Nuh ben Abi Tuziri se hizo con el poder de la cora de Morón y, tras expulsar al gobernador omeya que la regía, proclamó su independencia y originó el reino taifa de Morón en 1014. Considerada una taifa menor, al igual que las del Algarve, Algeciras, Arcos, Carmona, Huelva, Mértola, Niebla, Ronda, y Silves, terminó siendo conquistada e integrada en la gran taifa de Sevilla, al igual que las otras mencionadas. 
La taifa de Morón estuvo a punto de desaparecer como entidad independiente en 1053 cuando Al-Mutadid hizo encarcelar en Sevilla a Muhammad ben Nuh 'Izz al-Dawla, junto a los reyes de las taifas de Ronda y Arcos, circunstancia que aprovechó su hijo Manad ben Muhammad ’Imad al-Dawla para hacerse con el poder, que ejerció hasta que en 1066 Al-Mutadid, rey de la taifa sevillana, conquistó la taifa de Morón.